# هرتزی هالوی
هرتزل "هرتزی" هالوی (عبری: הרצי "הרצי" הלוי‎ زادهٔ ۱۷ دسامبر ۱۹۶۷) سپهبد بازنشسه نیروهای دفاعی اسرائیل است، که در فاصله ژانویه ۲۰۲۳ تا مارس ۲۰۲۵ به‌عنوان بیست و سومین رئیس ستاد کل نیروهای مسلح اسرائیل فعالیت می‌کرد.
هالوی فعالیت نظامی را از سال ۱۹۸۵ در تیپ ۳۵ چترباز نیروی زمینی اسرائیل آغاز کرد، از ۲۰۰۳ تا ۲۰۰۵ فرماندهی سایرت متکل را برعهده داشت، در فاصله سال‌های ۲۰۰۵ تا ۲۰۰۷ فرمانده تیپ ۴۳۱ مناشه بود، از ۲۰۰۹ تا ۲۰۱۱ به‌عنوان معاون عملیات آمان فعالیت می‌کرد و از ۲۰۱۱ تا ۲۰۱۲ فرماندهی لشکر ۹۱ گالیل را برعهده داشت.
وی از ۲۰۱۳ تا ۲۰۱۴ فرمانده کالج فرماندهی و ستاد اسرائیل و در فاصله سال‌های ۲۰۱۴ تا ۲۰۱۸ رئیس سازمان اطلاعات ارتش اسرائیل (آمان) بود، از ۲۰۱۸ تا ۲۰۲۱ فرماندهی جنوبی اسرائیل را برعهده داشت و از ۲۰۲۱ تا ۲۰۲۲ به‌عنوان جانشین رئیس ستاد کل نیروهای دفاعی اسرائیل فعالیت می‌کرد.
او نخستین صهیونیست مذهبی است که به عنوان رئیس اطلاعات نظامی و در ارشدترین جایگاه نظامی اسرائیل خدمت کرده است.

## زندگی اولیه و تحصیلات
هرتصل هالوی در اورشلیم متولد شد. پدرش، شلومو، پسر حییم شالوم هالوی (گوردین)، عضو ایرگون و "گردان دفاع از زبان" و تزیلا، دختر خاخام دو-بر هاکوهن کوک و خواهرزاده خاخام ابراهیم اسحاق هاکوهن کوک، خاخام ارشد اسرائیل بود. او به نام عمویش که چند ماه قبل از تولدش در نبرد اورشلیم در جنگ شش روزه کشته شد، نامگذاری شد. خانواده مادری هالوی به مدت ۱۴ نسل در اورشلیم زندگی می‌کردند، در حالی که والدین پدرش از روسیه مهاجرت کرده بودند.
هالوی در دبیرستان مذهبی هیمل‌فارب تحصیل کرد و عضو پیشاهنگان مذهبی تزوفیم بود.

## حرفه نظامی
هالوی در سال ۱۹۸۵ به نیروهای دفاعی اسرائیل فراخوانده شد. او به عنوان چترباز داوطلب در تیپ ۳۵ چترباز سپس به عنوان سرباز و سرجوخه خدمت کرد. در سال ۱۹۸۷، پس از اتمام مدرسه افسری، افسر پیاده‌نظام شد و به عنوان سرجوخه به تیپ چتربازان بازگشت. هالوی در طول جنگ جنوب لبنان، رهبری گروهان ضد تانک تیپ را در عملیات ضد چریکی بر عهده داشت. در سال ۱۹۹۳، او به سایرت متکل، واحد نیروهای ویژه ارتش اسرائیل، وارد شد و در آنجا به عنوان فرمانده گروهان خدمت کرد. هالوی بعداً در طول انتفاضه دوم فرماندهی این واحد را برعهده داشت.

### سرهنگ
در ۱۱ سپتامبر ۲۰۰۵، او به عنوان فرمانده تیپ ۴۳۱ مناشه و در ۲۲ اوت ۲۰۰۷، به عنوان فرمانده تیپ چتربازان منصوب شد و آن را در طول جنگ غزه (۲۰۰۸–۲۰۰۹) و عملیات‌های متعدد دیگر رهبری کرد.

### سرتیپ
در سپتامبر ۲۰۰۹، هالوی به درجه سرتیپ (تات-آلوف) ارتقا یافت و به عنوان فرمانده لشکر عملیاتی در اداره اطلاعات نظامی آمان منصوب شد و تا ۱۱ اکتبر ۲۰۱۱ در این سمت خدمت کرد. در ۶ نوامبر ۲۰۱۱، او به عنوان فرمانده لشکر ۹۱ گالیل منصوب شد. در دسامبر ۲۰۱۲، این لشکر تحت رهبری او «نشان رئیس ستاد برای واحدهای برجسته» را دریافت کرد. او نقش خود را در آنجا در نوامبر ۲۰۱۳ به پایان رساند و در سال ۲۰۱۴ فرمانده کالج فرماندهی و ستاد ارتش اسرائیل شد.

### سرلشکر
در سپتامبر ۲۰۱۴، او به درجه سرلشکر (آلوف) ارتقا یافت و به عنوان رئیس اداره اطلاعات نظامی ارتش اسرائیل منصوب شد و تا مارس ۲۰۱۸ در این سمت خدمت کرد. در این سمت، او همکاری ارتش اسرائیل با موساد و شین بت را افزایش داد، از جمله امضای تفاهم‌نامه‌ای بین ارتش اسرائیل و شین بت که به اختلاف دیرینه بین این سازمان‌ها بر سر اشتراک‌گذاری اطلاعات و تخصیص منابع پایان داد. در ۶ ژوئن ۲۰۱۸، هالوی فرمانده ستاد فرماندهی جنوبی اسرائیل شد و بر فعالیت‌های ارتش اسرائیل در اطراف نوار غزه نظارت داشت. هالوی در درگیری‌های نوامبر ۲۰۱۹ غزه و اسرائیل، هنگامی که ارتش اسرائیل علیه جهاد اسلامی فلسطین جنگید، پس از قتل هدفمند بهاء ابوالعطا، فرمانده ارشد جهاد اسلامی، در غزه، فرماندهی نیروهای فرماندهی جنوبی ارتش اسرائیل را برعهده داشت.

### سپهبد
در ۱۱ ژوئیه ۲۰۲۱، او به عنوان جانشین رئیس ستاد کل نیروهای دفاعی اسرائیل منصوب شد. هالوی در ۴ سپتامبر ۲۰۲۲ توسط وزیر دفاع، بنی گانتز، به عنوان رئیس جدید ستاد منصوب شد. دولت سی و ششم اسرائیل در ۲۳ اکتبر ۲۰۲۲ انتصاب او را به عنوان رئیس بعدی ستاد تأیید کرد. او در ۱۶ ژانویه ۲۰۲۳ به عنوان بیست و سومین رئیس ستاد جایگزین رئیس سابق از آویو کوخاوی شد. وی در طول جنگ فعلی غزه فرماندهی ارتش اسرائیل را بر عهده داشت.
در ۱۲ سپتامبر ۲۰۲۴، روزنامه تایمز اسرائیل گزارش داد که هالوی در حال «آماده سازی» برای کناره‌گیری از سمت رئیس ستاد در دسامبر ۲۰۲۴ است. در ۲۱ ژانویه ۲۰۲۵، او به وزیر دفاع، اسرائیل کاتز، گفت که قصد دارد در ۶ مارس از سمت رئیس ستاد استعفا دهد و مسئولیت شکست‌های ارتش اسرائیل در جریان حمله ۷ اکتبر حماس به اسرائیل را بر عهده گرفت. هالوی رسماً در ۵ مارس استعفا داد و ایال زمیر جایگزین او شد.

## زندگی شخصی
هالوی در کفر هااورانیم، یک شهرک اسرائیلی در کرانه باختری، ساکن است. او با شارون ازدواج کرده و چهار فرزند دارد. وی در خانواده‌ای مذهبی بزرگ شده و هنوز هم در روز سبت به کنیسه می‌رود. او دارای مدرک لیسانس فلسفه و مدیریت بازرگانی از دانشگاه عبری اورشلیم و مدرک کارشناسی ارشد مدیریت منابع بین‌المللی از دانشگاه دفاع ملی آمریکا در واشنگتن دی سی، ایالات متحده است. برادرش، امیر هالوی، مدیر کل سابق وزارت گردشگری اسرائیل است.